# گوتز اوتو
گوتز اوتو (انگلیسی: Götz Otto؛ زادهٔ ۱۵ اکتبر ۱۹۶۷) یک هنرپیشه اهل آلمان است. وی از سال ۱۹۸۹ میلادی تاکنون مشغول فعالیت بوده‌است.
از فیلم‌ها یا برنامه‌های تلویزیونی که وی در آن نقش داشته است می‌توان به سقوط، آسمان آهنی، فردا هرگز نمی‌میرد، آستریکس و اوبلیکس: خدا حافظ خاک بریتانیا، دختر رؤیاهای شما، بیوولف، معجون زمان ۴ اشاره کرد.